# Georgia O'Keeffe
Georgia O'Keeffe (15. listopadu 1887 Sun Prairie – 6. března 1986 Santa Fe) byla jednou z největších amerických malířek 20. století. Zaujala významnou pozici v americkém umění, a to nejen díky své tvorbě, ale i způsobem života v divočině Nového Mexika. Její kariéra sahá od počátku amerického modernismu až po abstraktní tendence 50. a 60. let. U jejích děl se také můžeme setkat s expresivní barevností. Hlavními náměty se jí staly New York, květiny a krajina Nového Mexika.

## Život a dílo
Narodila se dne 15. listopadu 1887 na farmě poblíž města Sun Prairie ve Wisconsinu na Středozápadě. Strávila šestnáct let s rodiči – během zimy se děti mohly věnovat hudbě a příběhům, Georgia a její sestry také kreslení a malování, což ji přivedlo k tomu, že již ve dvanácti letech chtěla být umělkyní. V roce 1903 se spolu s rodinou odstěhovala do Williamsburgu ve Virginii. Střední školu absolvovala na Chatham Episcopal Institute v Chathamu.

### Studium a pedagogická činnost
V 18 letech odešla studovat Art Institute v Chicagu. Roku 1906 však onemocněla tyfem[nepřesný odkaz] a musela školu přerušit. Po roce O'Keeffe přešla do renomované Art Students League of New York. Věnovala se studiu starých evropských mistrů a evropské umělecké tradice. Díky Gallery 291 fotografa Alfreda Stieglitze poznala díla Paula Cézanna, Henri Matisse, Auguste Rodina, Pabla Picassa a Georgese Braqua, z amerických umělců Johna Marina či Marsdena Hartleyho. Finanční problémy rodiny způsobily, že musela v roce 1908 studia ukončit a začala pracovat jako reklamní grafička v Chicagu. O dva roky později však byla nucena s prací přestat kvůli onemocnění spalničkami, které jí dočasně zhoršilo i zrak.

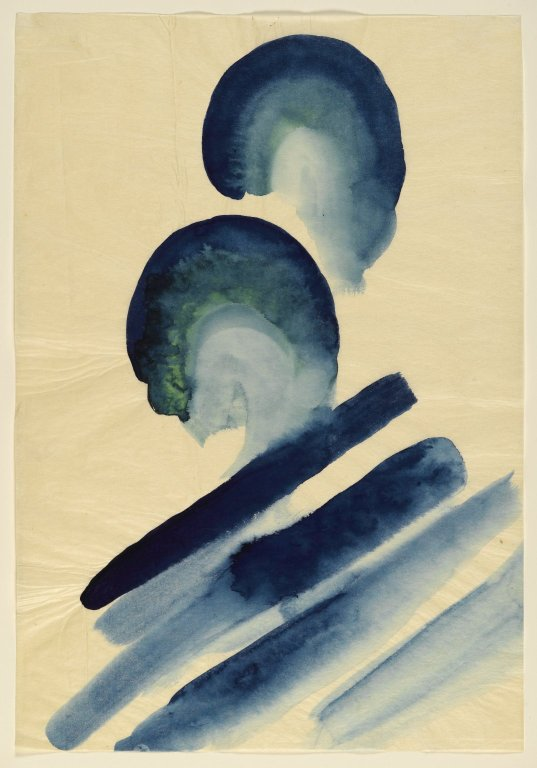
Modrá č. 2, kolem 1916

 V roce 1912 začala navštěvovat letní kurz malířství na University of Virginia. Její pedagog Alon Bement jí zprostředkoval teorii Arthura Wesley Dowa, který hledal rovnováhu mezi všemi elementy obrazu – barvou, formou, liniemi, objemy. Na Bementovo doporučení vedla část letních kurzů na univerzitě ona sama. Aby získala pedagogickou praxi, vedla umělecké kurzy v texaském Amarillu. Roku 1914 pak následoval návrat do New Yorku na Dowovy kurzy na Teachers College, Columbia University v New Yorku, které si zopakovala ještě roku 1916. Inspiraci jí také poskytlo dílo Vasilije Kandinského. V roce 1914 vstoupila do Národní ženské strany.
V roce 1915 začala učit na Columbia College v Jižní Karolíně, což je vysoká škola určená ženám. Zde vytvořila řadu kreseb uhlem, které se pro ni staly velice důležité. Kombinovala na nich organické a geometrické formy a zkoumala význam světla a tmy pro kompozici. Pedagogická činnost byla pro O'Keeffe zdrojem obživy do roku 1918. Na podzim 1916 odešla z Columbia College na West Texas State Normal College v Canyonu, kde zůstala do konce letního semestru 1918. Možnost věnovat se plně malování jí umožnila finanční podpora galeristy a fotografa Alfreda Stieglitze.

### Vliv Alfreda Stieglitze

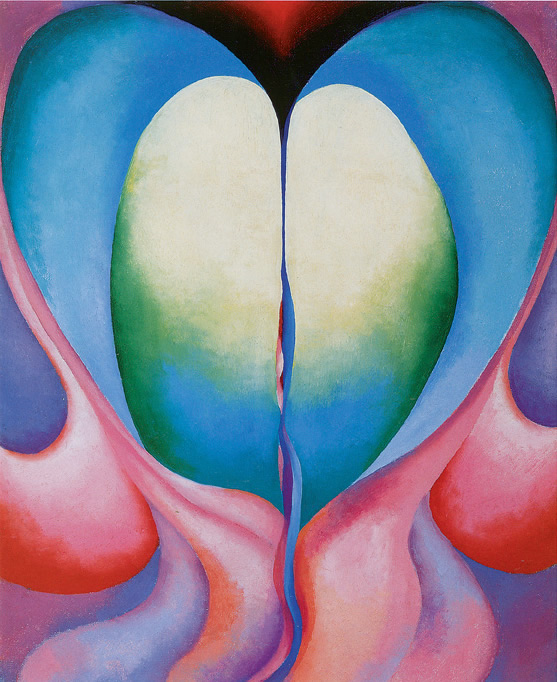
Série I, č. 8 (1919)

Stieglitz byl nejvýznamnější osobou v životě O'Keeffe, a to jak pokud jde o vliv na uměleckou tvorbu, tak v osobním životě. Seznámili se v roce 1908, kdy O'Keeffe navštívila v jeho Gallery 291 výstavu kreseb aktů Auguste Rodina. Jejich bližší vztah ale začal až roku 1917, kdy Stieglitz vystavil její akvarely a kresby uhlem, nazvané Specials. Byla to poslední výstava před demolicí budovy galerie, nazvané podle jejího popisného čísla. V katalogu Stieglitz pod vlivem Sigmunda Freuda interpretoval malířčino dílo jako vyjádření ženské intuice.
O'Keeffe však nebyla jediná, koho Stieglitz prosazoval. Vystavoval též díla newyorských modernistů jako byli Arthur Dove, Marsden Hartley, John Marin, Charles Demuth a fotograf Paul Strand. Stieglitz tím do určité míry modifikoval vkus amerického publika a přispěl k tomu, že se díla uvedených umělců začala prosazovat na trhu. A do tohoto okruhu se zařadila také O'Keeffe.
V New Yorku bydlela zprvu v bytě Stieglitzovy neteře. Stieglitz ji začal fotografovat. Během let 1917–1937 vzniklo mnoho jejích fotografií včetně aktů. Nakonec se Stieglitz k malířce nastěhoval a ukončil své první manželství. Důležitý pro jejich vztah byl rok 1924. V Anderson Galleries v New Yorku měli společnou výstavu, na níž Stieglitz představil 61 fotografií malířky a ona sama 51 maleb. Dne 11. prosince toho roku uzavřeli sňatek. Jejich vztah zůstal trvalý, i když prošel několika krizemi. Asi největší proběhla koncem 20. let. V roce 1927 se O'Keeffe podrobila dvěma operacím prsou. Stieglitz v téže době navázal poměr s mladou fotografkou Dorothou Normanovou.

#### Fotografie

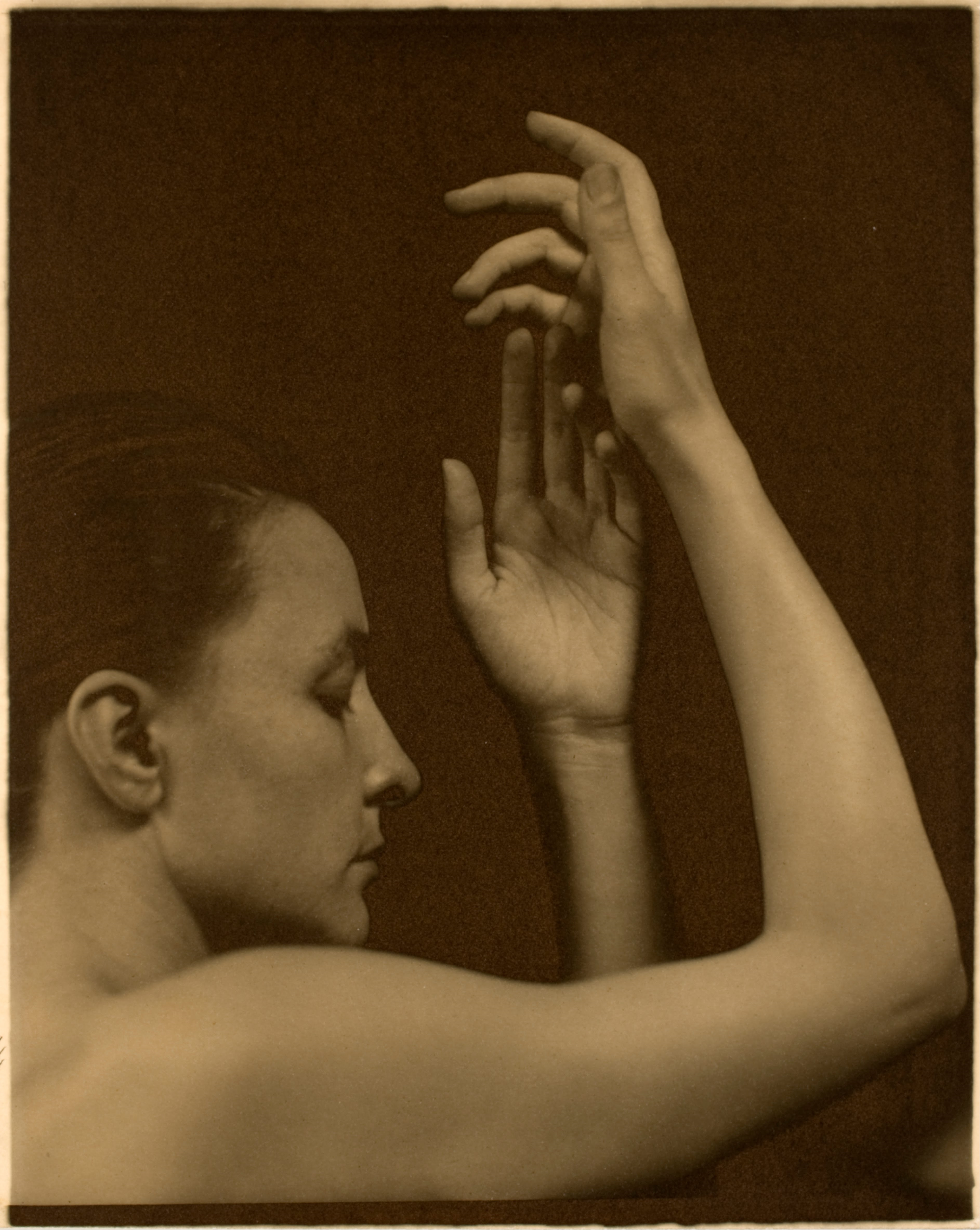
Stieglitzův portrét O'Keeffe z roku 1920

Stieglitz v Anderson Galleries vystavoval už dříve, v letech 1921 a 1923. Na výstavách se objevila většina portrétů O'Keeffe, které ji uvedly ve známost. Díky zájmu slavných fotografů (Ansel Adams, Arnold Newman, Philippe Halsman, Yousuf Karsh) se stala jednou z nejvíce fotografovaných žen v USA. V roce 1917 poprvé viděla fotografie Paula Stranda, které ji okouzlily. Byly ovlivněny kubismem: fotografoval velmi zblízka a ve zvláštním světle tak, aby došlo k deformování tvarů. Odraz těchto tendencí lze nalézt mj. v malířčině obrazu Švestky z roku 1920. Jde o realistické zátiší, kde ovoce je velmi blízko divákovi. Kompozice vypadá jako na fotografii. Američtí umělci v té době hledali způsob vyjádření svých zážitků ve spojení s přírodou, což v díle O'Keeffe demonstruje např. obraz Růžová mísa se zelenými listy z roku 1928. O'Keeffe však byla nadále nejvíce zaujata tvorbou Arthura Dova, který sám byl inspirován dílem filosofa Henriho Bergsona. Intuice získává na obrazech Dova i O'Keeffe zvláštní výraz. Zároveň ji zaujal i Charles Demuth. Počátkem newyorského období pokračovala v malování abstraktních krajin a začala hledat vztah mezi uměním a hudbou, což je názorně patrné na obraze Modrá a zelená hudba z roku 1919.

### Tvorba a život ve 20. letech 20. století

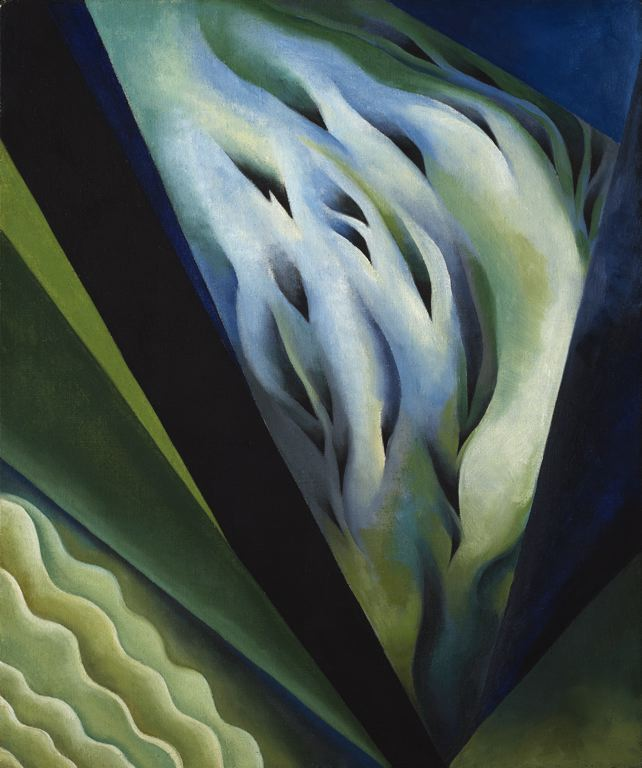
Modrá a zelená hudba, 1919

Od roku 1918 žila O'Keeffe střídavě v New Yorku a letovisku Lake George ve státě Washington. Na počátku roku 1923 jí Stieglitz v Anderson Galleries připravil výstavu jednoho sta obrazů. Dva roky nato proběhla výstava Seven Americans, na které O'Keeffe poprvé vystavovala své obrazy květin ve společnosti ostatních výtvarníků ze Stieglitzova okruhu. V prosinci 1925 otevřel Stieglitz v New Yorku Intimate Gallery. Umožnil zde O'Keeffe až do roku 1930 každoročně vystavovat své nejnovější obrazy. V červnu 1927 proběhla v Brooklynském muzeu její první retrospektiva. Na pozvání sběratelky umění a mecenášky Mabel Dodge Luhan navštívila v dubnu 1929 její dům v Taosu v Novém Mexiku. Pobyt v domě, který byl místem setkávání výtvarníků a literátů, na O'Keeffe zanechal dojem. Zde poprvé viděla velké kaňony a hluboké lesy Nového Mexika, které se pro ni staly velkou inspirací. O'Keeffe přitahoval španělský misionářský kostel Rauchos de Taos z 18. století, který namalovala několikrát. Vzniká zde obraz The Lawrence Tree (1929) – pohled na hvězdnou oblohu skrz větve stromu, vyskytuje se zde rozpoznatelný vliv japonského umění. Nové Mexiko se stalo krajem, kde začala trávit část roku pravidelně.

Kromě portrétů krajiny kolem Lake George byla její tvorba od počátku 20. let bohatá také na zátiší s květinami a ovocem. Květiny O'Keeffe začala malovat roku 1918, ale teprve po svatbě se Stieglitzem (1924) začala tvořit zvětšené květy. Během let 1918–1932 vytvořila přes 200 obrazů květin; malovala hlavně růže, petúnie, vlčí máky, kamélie a slunečnice, přičemž jejím emblémem v očích veřejnosti se stala kala. Mexický malíř Miguel Covarrubias uveřejnil v roce 1929 v časopisu The New Yorker její karikaturu pod názvem Our Lady of the Lily. Typickou ukázkou její tehdejší tvorby je olejomalba z roku 1928 Dvě kaly na růžové. Přiblížení objektu obrazu je zde maximální. Znázorněné jsou jen dva květy s pestíky, listy nejsou patrné. O'Keeffe vytváří dojem pevnosti květů a jejich znázornění se často přibližuje až k abstrakci. Dávala květinám duši, podobně jako američtí luministé ve 2. polovině 19. století. V polovině 20. let začala dospívat k realističtějšímu způsobu interpretace viděného. Jak sama tvrdila, chtěla zabránit sexuálním konotacím při výkladech svého díla. Bývá spojována s magickým realismem v tom smyslu, že za realitou jejích obrazů je ještě jiná realita.

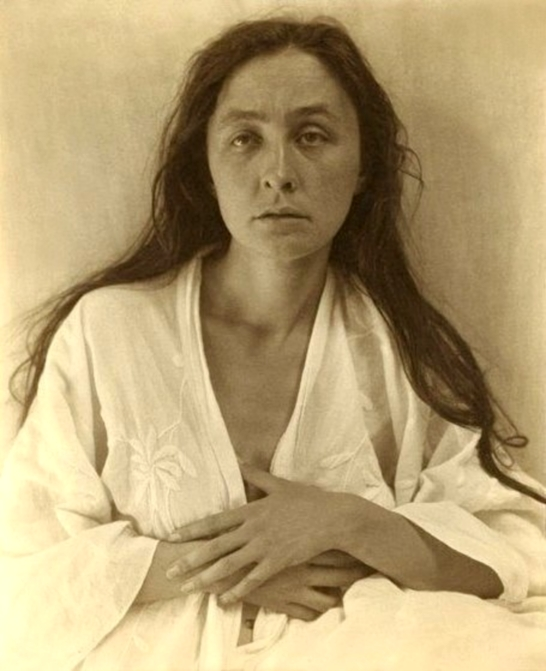
Stieglitzův portrét malířky z roku 1918

Kromě květin byl jejím hlavním tématem 20. let New York. Tento námět zpracovávala jednoduchými geometricky redukovanými formami, jasnými liniemi a mělkými povrchy. Obrazy New Yorku bývají dávány do souvislosti s precisionismem, soudobou americkou verzí realismu, charakterizovaným objektivitou, uniformním záběrem, precizností. Na začátku roku 1925 poprvé namalovala mrakodrap: Šlo o dílo Ulice v New Yorku s měsícem. V té době se se Stieglitzem přestěhovali do nově postaveného hotelu Shelton. Zde bydleli zprvu v 28. a pak ve 30. patře. Z této perspektivy O'Keeffe město malovala a Stieglitz fotografoval. I pod vlivem teoretika architektury Clauda Fayette Bragdona, který stejně jako ona žil ve Shelton Hotelu, byl pro ni mrakodrap symbolem moderního stylu architektury. Setkáváme se u ní s emociálním způsobem vidění města, stejně jako u více umělců té doby, např. Trumana Capota. Její obrazy New Yorku jsou holdem vertikalitě. Pod vlivem Stieglitzovým lze o ní říci, že má „fotografické oko“. Ve 20. letech vznikly mj. tyto obrazy:
- Švestky (1920) – vyrovnává se se Cézannovým pojetím zátiší. Předmět obrazu je ale nahlížen detailně.
- Městská noc (1926) – portrét mrakodrapů se stejnou perspektivní deformací, jakou by měl vzhůru namířený fotoaparát. Klade speciální důraz na osvětlení.
- Shelton se slunečními skvrnami (1926) – sluneční skvrny na budově vytvářejí efekt jako fotoaparát.
- Temný kosatec č. 2 (1926) – pohled na přírodní výtvor jakoby mikroskopickým pohledem.
- Hotel Shelton, New York, č. 1 (1926) – efekt stejný jako u fotografie pořízené v protisvětle.
- Růžová váza se zelenými listy (1928) – protiklad zbytku přírody v podobě dvou listů ve váze na okenním parapetu a pohledu na mlhavé město za oknem.
- New York, noc (1929) – pohled na noční Lexington Avenue na Manhattanu, opět pohled z okna Sheltonu.

### Tvorba a život ve 30. letech 20. století

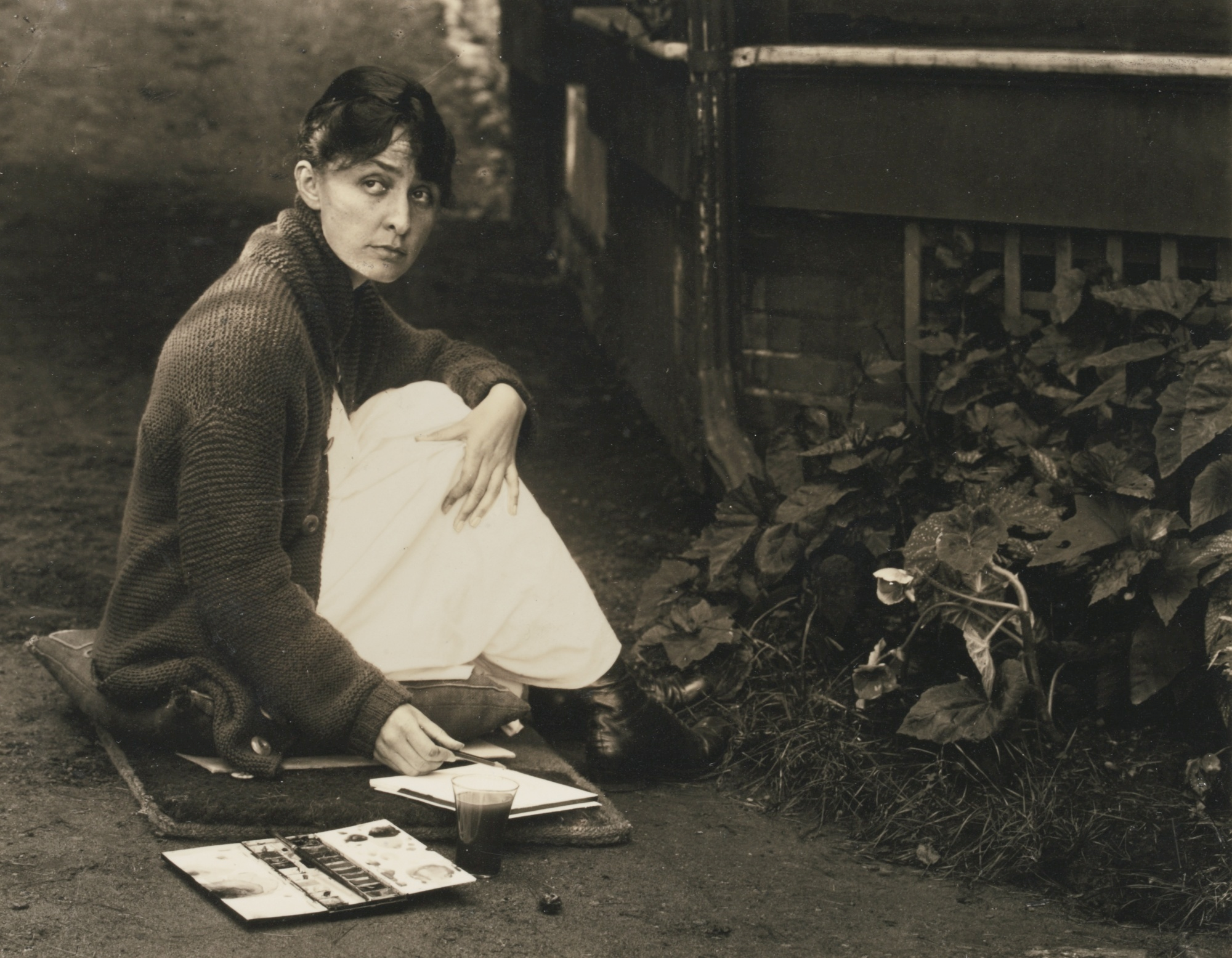
V roce 1918 vyfotografoval Stieglitz malířku se sklicákem a vodovými barvami

V roce 1930 si Stieglitz v New Yorku otevřel jinou, prostornější galerii a pojmenoval ji An American Place. O´Keeffe v ní měla až do roku 1950 každoročně možnost vystavit své nejnovější práce. V létě 1932 vyrazila s přítelkyní, horolezkyní Georgií Engelhard, do Kanady. V listopadu téhož roku ale utrpěla nervový záchvat a musela na delší čas s malováním přestat. V únoru 1933 byla hospitalizována, když jí byla diagnostikována psychoneuróza. Rehabilitaci absolvovala na Bermudách. Jedním z důvodů jejích psychických problémů byla zakázka na nástěnnou malbu nové budovy Radio City Music. Stieglitz s jejím přijetím nesouhlasil, protože odmítal jakoukoliv komercializaci umění. Technické problémy však způsobily, že se projekt musel zastavit.
V roce 1934 od ní Muzeum moderního umění v New Yorku koupilo první obraz. To byl důkaz, že O'Keeffe již patří mezi renomované výtvarníky. Dalšího významného uznání se O'Keeffe dostalo i roku 1939, když ji New York World’s Fair Tomorrow Committee vybral jako jednu z dvanácti nejvýznamnějších žen za posledních 50 let.
Roku 1934 strávila první léto na Ghost Ranch (Ranči duchů) v severní části Nového Mexika, poblíž vesnice Abiquu, asi 70 km severovýchodně od Santa Fe. V roce 1940 si nedaleko odtud zakoupila dům s pozemkem zvaný Rancho de los Burros. Od této doby pravidelně trávila čas v Novém Mexiku, pomalu se odcizovala newyorské skupině umělců a hledala samotu. Kraj ji okouzlil – fascinovala ji struktura zdejších hor a kopců. Růžové a červené hory písku se staly dalších několik let jejím hlavním tématem. Sbírala lebky a kosti zvířat v poušti, což byl další důležitý motiv jejích obrazů, blížících se místy až surrealismu. V té době namalovala mj.:
- Lebka skotu s růžemi z kalika (1932) – Na vybělené lebce jsou položené dvě bílé textilní růže. Pozadí není jednoznačné.
- Ze vzdálené blízkosti (1937) – Lebka skotu vznášející se nad červenými kopci.
- Dva durmany (1938) – Detailní pohled na dva květy rostliny.

### Tvorba a život ve 40. letech 20. století

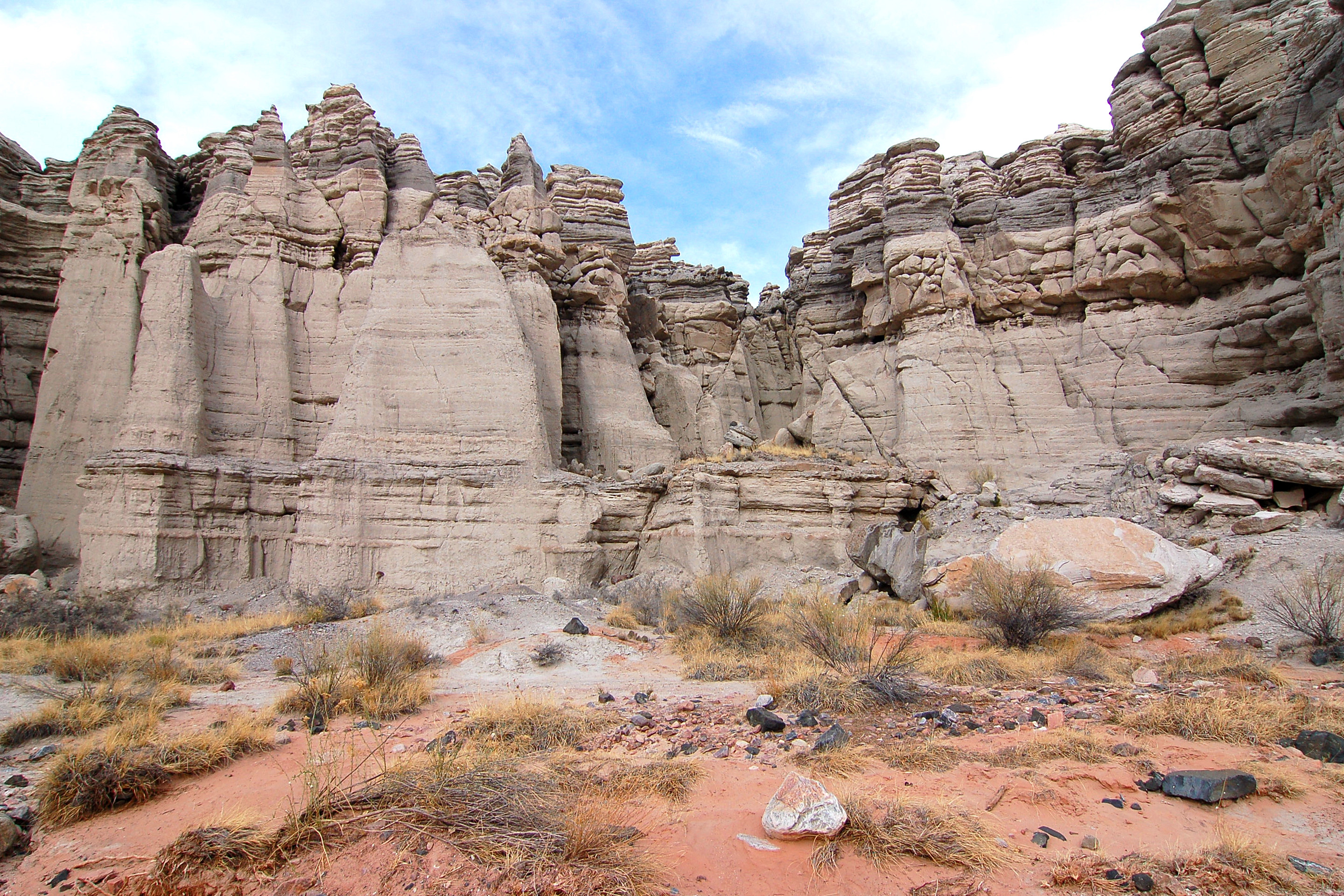
Skály poblíž Abiqui. O'Keeffe je nazvala Bílé místo. Sloužilo jako inspirace k několika obrazům.

Ve 40. letech jí dvě významné galerie uspořádaly velké výstavy. Nejprve to byl v roce 1943 Art Institute of Chicago, na jaře 1946 pak Muzeum moderního umění v New Yorku uspořádalo malířce retrospektivní výstavu. V newyorském muzeu byla O'Keeffe první žena, které se dostalo této pocty. Roku 1945 si pořídila druhý dům poblíž Abiqui a kompletně ho renovovala. V létě 1946 postihla Stieglitze další srdeční příhoda. O'Keeffe za ním přijela z Nového Mexika do New Yorku pár dní před jeho smrtí, zastihla ho však už v kómatu. Během následných tří let malovala málo – musela utřídit Sieglitzovu velkou uměleckou pozůstalost a rozdělit ji mezi významné americké instituce. V roce 1949 odjela do Nového Mexika natrvalo.
Hlavním námětem jejích obrazů ve 40. letech byla krajina Nového Mexika, kterou projížděla ve svém Fordu. Fascinovaly ji barevné kontrasty vyprahlých kopců, stále však do svých obrazů zakomponovávala zvířecí kosti, které nacházela na svých cestách krajem. Ve 40. letech její tvorbě dominují jednoduché formy, odrážející stylistickou změnu malby směrem ke stále větší jednoduchosti a přehlednosti. To lze například vidět na obrazu Pánevní kost s Pedernalem (Pedernal je tabulová hora poblíž jejího bydliště) z roku 1943. Motivem je kombinace kostí, hory a slunce na mexické obloze – obloha se stala jedním z jejích hlavních témat. V díle O'Keeffe je v té době také patrný vliv přestavby domu v Abiquiu, která trvala tři roky. Architektura vnitřního dvora ji inspirovala k tvorbě sérií obrazů patia, jedním z prvních je malba V patiu I (1946). V té době namalovala mj. obrazy:
- Skalní stěna za Abiquiu, vyschlý vodopád (1943).
- Pánevní kost III (1944).
- Mrtvý strom a růžový kopec (1945).

### Tvorba a život v 50. letech 20. století

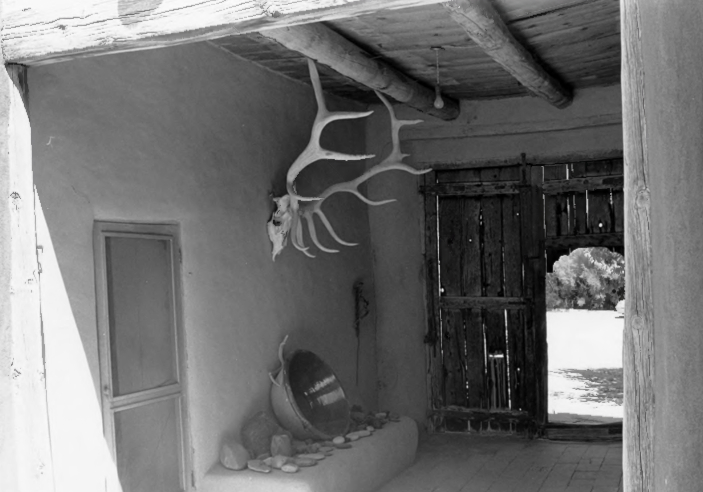
Vchod do malířčina domu u Abiqui (1996)

Od roku 1952 začala malířku zastupovat Downtown Gallery v New Yorku. Jednou z jejích vášní bylo cestování a poznávání cizích zemí. V roce 1951 se vydala poprvé za hranice USA, do Mexika. Setkala se tam s Diegem Riverou a Fridou Kahlo, prozkoumala Yucatán a kraj Oaxaca s archeologickými památkami na mezoamerické civilizace. V první polovině 50. let začala O'Keeffe cestovat po celém světě. Do Evropy se poprvé podívala v roce 1953, kdy navštívila Francii a Španělsko. Postupně viděla Peru, Japonsko, Indii, Řecko, Egypt a další státy Blízkého východu, Maroko, Antiguu, Guatemalu, Kostariku, Havajské ostrovy. V roce 1961 sjela s přáteli na voru část řeky Colorado v oblasti Glen Canyon. Tento výlet si zopakovala ještě v letech 1969 a 1970. Poslední cestu podnikla ještě v roce 1983, a to na pacifické pobřeží Kostariky.
V 50. letech se stalo v New Yorku dominantním výtvarným stylem Color Field Painting, které se vyvinulo z abstraktního expresionismu. Jeho charakteristikou byly homogenní, velkoformátové barevné plochy. O'Keeffe se tomuto směru v některých svých obrazech přiblížila. V 50. letech byly stále jedním z hlavních námětů jejích obrazů dveře patia jejího domu, viz obraz Patio s černými dveřmi z roku 1955. O'Keeffe zdůrazňovala jejich temně černou barvu v kontrastu s pískovou žlutí stěny. V roce 1958 namalovala obraz Žebřík na měsíc. Lze ho chápat jako poctu Joanu Miró, resp. jeho dílu Pes štěkající na měsíc z roku 1926: Na obou obrazech jsou ústředními motivy žebříky vedoucí do nebe kamsi k měsíci. Obě díla spojuje fantastická konstelace předmětů a až surreálné kouzlo. U O'Keeffe k tomu ještě přistupuje uvědomění si symbolické hodnoty žebříku v mexické kultuře. V 50. letech namalovala mj. obrazy:
- Vlčí máky (1950).
- Patio s oblakem (1956).
- Byla to červená a růžová (1959).

### Tvorba a život v 60. letech 20. století
V 60. letech už O'Keeffe začala být považována za jednu z ikon amerického umění. V roce 1962 byla jmenována členkou American Academy of Arts and Letters, což je společnost 250 nejvýznamnějších amerických umělců. Do 60. let také spadají dvě významné retrospektivní výstavy: V roce 1960 ve Worcester Art Museum ve státě Massachusetts a roku 1966 v Amon Carter Museum of American Art ve Fort Worth v Texasu. Cestování mělo dopad i na její dílo: Novým velkým tématem se staly linie řek v poušti, které viděla z letadla, stejně tak jako mraky. V těchto obrazech lze sledovat příklon k abstrakci, přestože je O'Keeffe stále inspirována realitou. V polovině 60. let vytvořila sérii čtyř obrazů s názvem Nebe nad mraky. Čtvrtý z nich z roku 1965 se stal jejím nejrozměrnějším plátnem, měří 244×732 cm.

### Tvorba a život v 70. letech 20. století

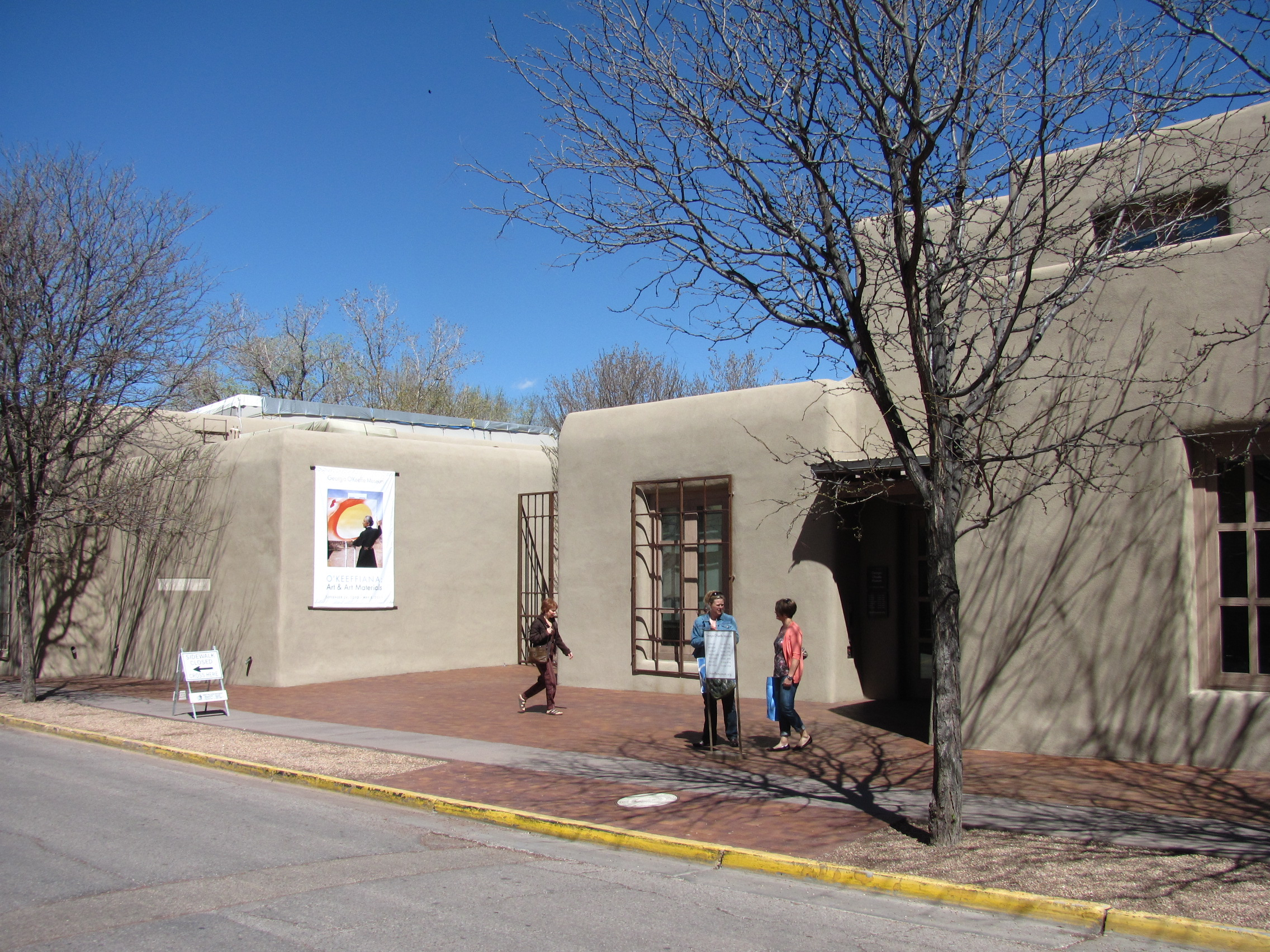
Vchod do malířčina muzea v Santa Fe

70. léta byla v životě O'Keeffe zahájena roku 1970 retrospektivou ve Whitney Museum of American Art, do té doby největší, jaká jí byla uspořádána. Další významnou výstavu spojenou s jejím jménem otevřelo roku 1978 Metropolitní muzeum umění. Představeny byly malířčiny portrétní fotografie pořízené Alfredem Stieglitzem. Katalog opatřila úvodem samotná umělkyně. Roku 1976 o ní vyšla první monografie, na níž se sama podílela, rok nato o ní byl natočený dokumentární film. Roku 1977 získala od prezidenta Geralda Forda medaili svobody.
 
Od roku 1971 se jí začal zhoršovat zrak, což její tvorbu omezovalo. V roce 1973 se stal jejím asistentem Juan Hamilton, mladý hrnčíř, na jehož popud začala vytvářet keramiku. Mezi oběma se vyvinul vztah vzájemného přátelství a respektu. Hamilton O'Keeffe doprovázel i na jejích cestách po světě.

### 80. léta
Ještě ve svých 95 letech vitální umělkyně vycestovala na pobřeží Kostariky. Roku 1984 se ale ze zdravotních důvodů odstěhovala do Santa Fe k Hamiltonovi a jeho rodině. Zde také 6. března 1986 zemřela. Roku 1987 National Gallery of Art ve Washingtonu uctila 100. výročí jejího narození výstavou, připravovanou ještě za života malířky. V roce 1989 pak vznikla Georgia O'Keeffe Foundation, která spravovala její umělecký odkaz. Roku 1997 bylo v Santa Fe otevřeno Georgia O'Keeffe Museum, které má největší kolekci malířčiných obrazů. Souhrnný katalog jejího díla vyšel roku 1999.

## Georgia O'Keeffe a film
Malířka se stala předlohou k několika dokumentárním a jednomu hranému filmu. Při příležitosti jejích devadesátin natočila dokumentaristka Perry Miller Adato v roce 1977 film Georgia O'Keeffe. V rámci amerických televizních seriálů o významných umělcích z let 2004 a 2011 s názvy  Biography a Groundbreaking Artists byla O'Keeffe věnována vždy jedna epizoda. V roce 2009 natočil Bob Balaban hraný dokument Georgia O'Keeffe, ve kterém ji ztvárnila Joan Allen; Stieglitze představoval Jeremy Irons.